# Веселе (Словаччина)
Веселе (словац. Veselé) — село, громада округу П'єштяни, Трнавський край. Кадастрова площа громади — 13.87 км².
Населення 1244 особи (станом на 31 грудня 2020 року).

## Історія
Веселе згадується 1390 року.

## Географія
Протікають Кочінський потік і Протікає Штеруський потік.

## Населення
| Рік:            | 1994. | 2004.   | 2014.   | 2024.   |
| --------------- | ----- | ------- | ------- | ------- |
| Кількість осіб: | 1088  | 1125    | 1191    | 1246    |
| Різниця:        |       | +3,40 % | +5,86 % | +4,61 % |

| Рік:            | 2023. | 2024.   |
| --------------- | ----- | ------- |
| Кількість осіб: | 1239  | 1246    |
| Різниця:        |       | +0,56 % |